# 未来は僕等の手の中
『未来は僕等の手の中』（みらいはぼくらのてのなか）は、原明日美による日本の漫画作品。

## 概要
『なかよし』（講談社）において、2004年7月号別冊付録に掲載された読み切りである。それを表題作とした短編集について説明する。 

## 同時収録作品
ゴーゴーA女
『なかよしなつやすみランド』1999年
天使がふってきた。
『なかよしふゆやすみランド』2000年
恋はゴーイング
『なかよしなつやすみランド』2000年
南国♥クリスマス
『なかよしふゆやすみランド』2001年

## 書誌情報
- 原明日美『未来は僕等の手の中』講談社〈講談社コミックスなかよし〉2004年12月25日発行[1]、全1巻、ISBN 4-06-364067-1
  - 「ゴーゴーA女」「天使がふってきた。」「恋はゴーイング」「南国♥クリスマス」併録。